# Statslåneränta
Statslåneräntan, slr, är en räntesats i Sverige som avser att spegla den genomsnittliga långa upplåningsräntan för svenska staten.
Den beräknas baserat på den genomsnittliga marknadsräntan (viktat medelvärde) på statsobligationer med en återstående löptid på minst fem år. Statslåneräntan ska avspegla den riskfria långa marknadsräntan.
Statslåneräntan används i skattesammanhang, bland annat för att beräkna lägsta tillåtna ränta för att undvika förmånsbeskattning på lån från arbetsgivaren. Statslåneräntan används även åt det andra hållet när en fåmansföretagare lånar in privata pengar i det egna aktiebolaget.
Statslåneräntan används även för att beräkna avkastningsskatt på investeringssparkonto och kapital- och pensionsförsäkringar. Skatteverket använder antingen genomsnittlig statslåneränta föregående år (beräknas i början av beskattningsåret), eller gällande statslåneränta per den 30 november föregående år, beroende på vad som ska beräknas. För beskattning av investeringssparkonto är det gällande statslåneränta per 30 november föregående år som gäller.